# Heinrich Hertz

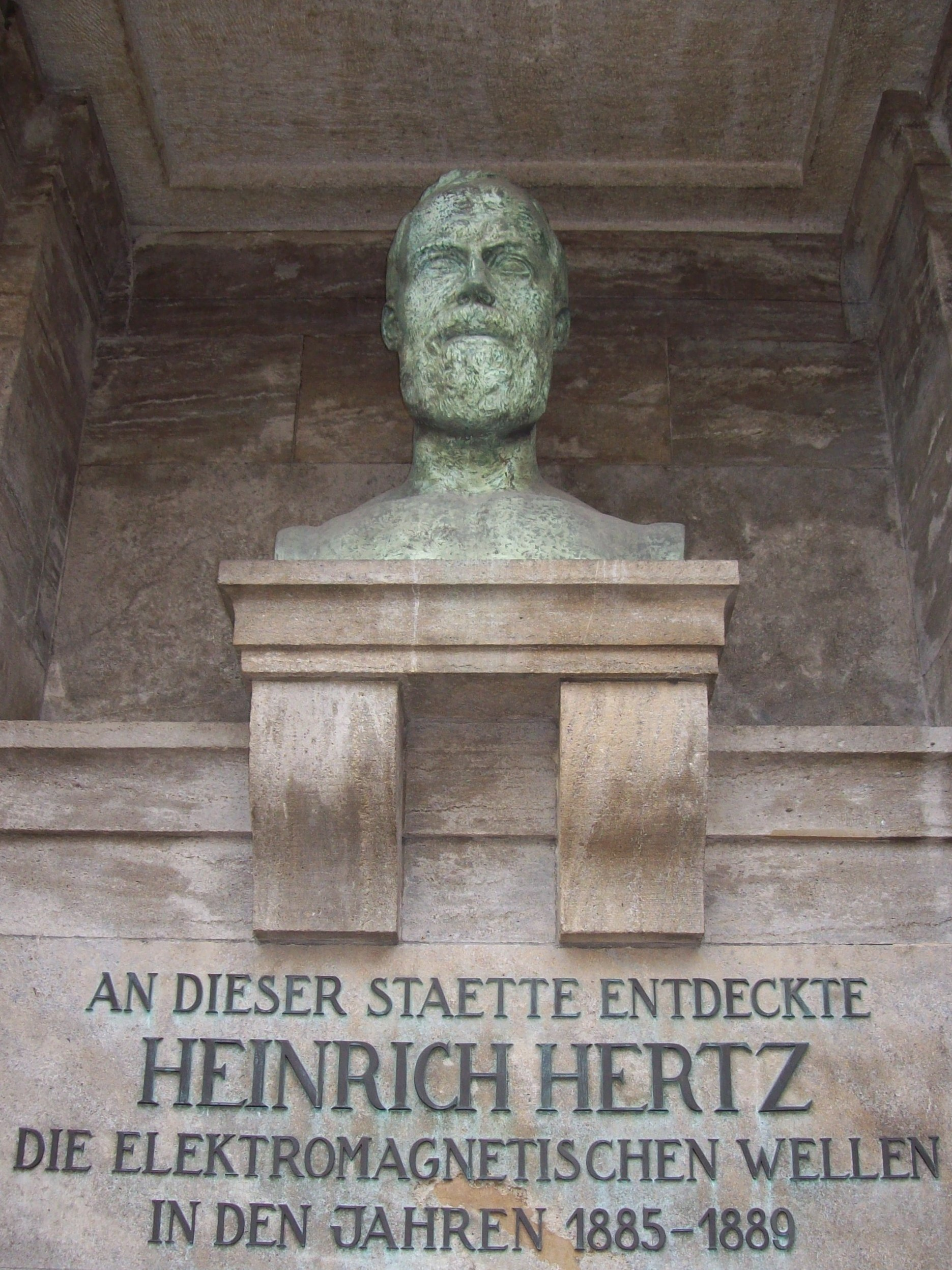
A Karlsruhei Egyetemen tiszteletére állított emlékszobor

Heinrich Rudolf Hertz (Hamburg, 1857. február 22. – Bonn, 1894. január 1.) német fizikus, az elektromágneses hullámok felfedezője. Kezdetben építészmérnöknek tanult, majd a matematika, a fizika és a csillagászat felé fordult. Már fiatalon a kiemelkedő természettudósok közé sorolták, de korai halála megakadályozta munkásságának kiteljesítésében.
Összegyűjtött művei halála után, 1894-1895-ben jelentek meg három kötetben. Az ő nevét viseli a frekvencia (rezgésszám) mértékegysége, a hertz (Hz) és róla nevezték el a német Fraunhofer Intézet berlini Heinrich Hertz Híradástechnikai Intézetét. Unokaöccse Gustav Ludwig Hertz (1887-1975) is neves fizikus lett, akinek a munkásságát 1925-ben fizikai Nobel-díjjal ismerték el.

## Források

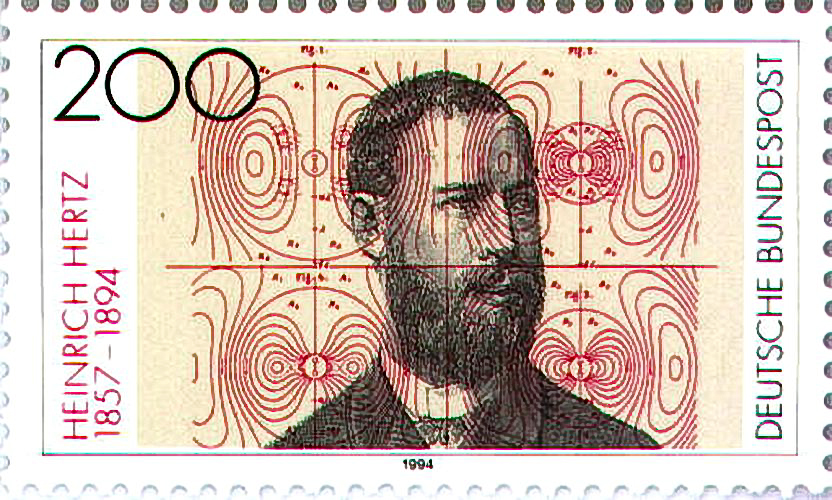
Halálának századik évfordulójára kiadott német postabélyeg (1994)

## Élete
Gazdag hamburgi, tipikus Hanza-családban született. Édesapja Gustav Hertz Ferdinand író, majd később szenátor volt, édesanyja Anna Elisabeth Pfefferkorn. Nagyapja Benjamin Wolff Hertz ékszerkereskedő 1793-ban költözött a városba. Édesapja még házasságkötése előtt kikeresztelkedett és elhagyta a zsidó vallást. Édesanyja evangélikus családból származott, miként maga Hertz is evangélikus volt.
Eleinte mérnöknek készült, ezért 1875-ben Frankfurtba ment, hogy az új Majna-híd építésénél legyen gyakornok. Innen a Drezdai Műszaki Egyetemre került, majd a Müncheni Műszaki Egyetemen tanult tovább. 1878-ban fordult a természettudományok felé. Berlinbe költözött, ahol Hermann Ludwig von Helmholtz vette szárnyai alá. 1879-ben a Berlini Egyetemen pályadíjat nyert egy filozófiai fakultáción. Doktori dolgozatát is ekkor, mindössze 23 évesen írta, „Elektromágneses indukció forgó testekben” címmel. 1880-ban magna cum laude doktorált. 1882-ben megfigyelte, hogy a katódsugárzás áthatol a fémfólián, és az elektromos mező sem téríti el – J. J. Thomson később kimutatta, hogy a kísérlet a rossz vákuum miatt volt sikertelen. 1883-ban Kielben elméleti fizikát tanított. Laboratóriumot rendezett be és folytatta addigi munkásságát. Még abban az évben kezdte el tanulmányozni Maxwell 1865-ös elektromágneses elméletét.
1885-ben a Karlsruhei Műszaki Egyetem fizikaprofesszora lett. 1886-ban kimutatta, hogy az elektromos szikra kisülésével elektromágneses hullámok keletkeznek, és ezzel igazolta Maxwell híres sejtését. Az elektromágneses hullámok felfedezése után a katódsugárzást is elektromágneses hullámnak vélte – mint később kiderült, tévesen. Azt is észrevette, hogy az elektromos szikrák könnyebben kiválthatók, ha a szikraközt ibolyántúli sugárzással világítják meg. Ezt fotoeffektusnak nevezte el, de soha nem tudta megmagyarázni. Bebizonyította, hogy a fény és a hősugárzás is elektromágneses sugárzás, és igazolta, hogy ez légüres térben is terjed. Ezután megírta Maxwell elméletét ismertető tankönyvét.
1888 decemberében közzétette „A levegőben való elektrodinamikus hullámokról és visszaverődésükről” című tanulmányát, amelyben igazolta, hogy a villamos rezgések a térben hullámszerűen terjednek; ezzel az elektromágneses hullámok tapasztalható valósággá váltak. 1889-ben a Berlini Tudományos Akadémia levelező tagjává választotta, és a Bonni Egyetem fizika professzora lett. A még mindig csak 33 éves Hertz következő tankönyve – „A nyugvó testek elektrodinamikájának alapegyenleteiről” – 1890-ben jelent meg, ugyancsak Maxwell egyenleteiről. Maxwell nehezen érthető jelöléseit közérthetővé tette, amivel átütő sikert aratott, és elfogadtatta Európában Maxwell elméletét.
Fiatalon lett súlyos beteg, korán érte a halál. Hamburgban, ahol nagyon tisztelték, bekerült a városházán kiállított, 56 kiemelkedő személyt felvonultató portrécsarnokba. A Harmadik Birodalom alatt ezek közül hét zsidó származású személyiség (köztük Hertz) portréját eltávolították, de utána visszakerült megérdemelt helyére.

## Felfedezései
Ő adott le és fogott fel először rádióhullámokat, de nem hitt a jelenség gyakorlati alkalmazásában. Megmérte az elektromágneses hullámok hullámhosszát és sebességét; kimutatta, hogy rezgésük természete, visszaverődésük és törésük ugyanolyan, mint a fényé és a hőhullámoké.

## Hatása az utókorra
Munkásságával ő vetette meg a rádiózás, a televíziózás, a radar és a mikrohullámú sütő alapjait. 

## Emlékezete
A nevét viseli sok egyéb között például a frekvencia (rezgésszám) mértékegysége (Hz), a hamburgi tévétorony, az arizonai csillagvizsgáló, valamint Berlinben a Heinrich-Hertz-Institut híradástechnikai intézet.

## Művei
- Ueber die Induction in rotirenden Kugeln (német nyelven). Berlin: Schade (1880)
- Die Prinzipien der Mechanik in neuem Zusammenhange dargestellt (német nyelven). Leipzig: Johann Ambrosius Barth (1894)
- Schriften vermischten Inhalts (német nyelven). Leipzig: Johann Ambrosius Barth (1895)

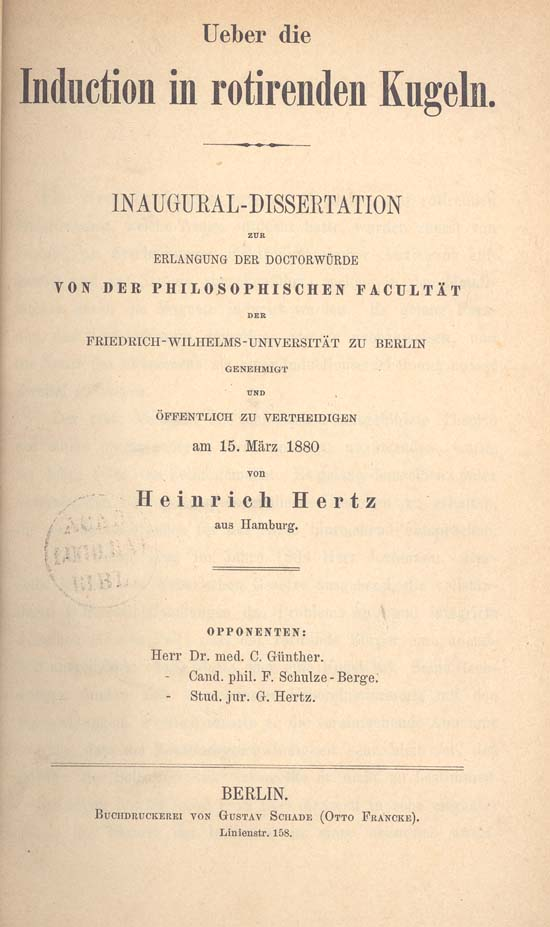
Ueber die Induction in rotirenden Kugeln, 1880
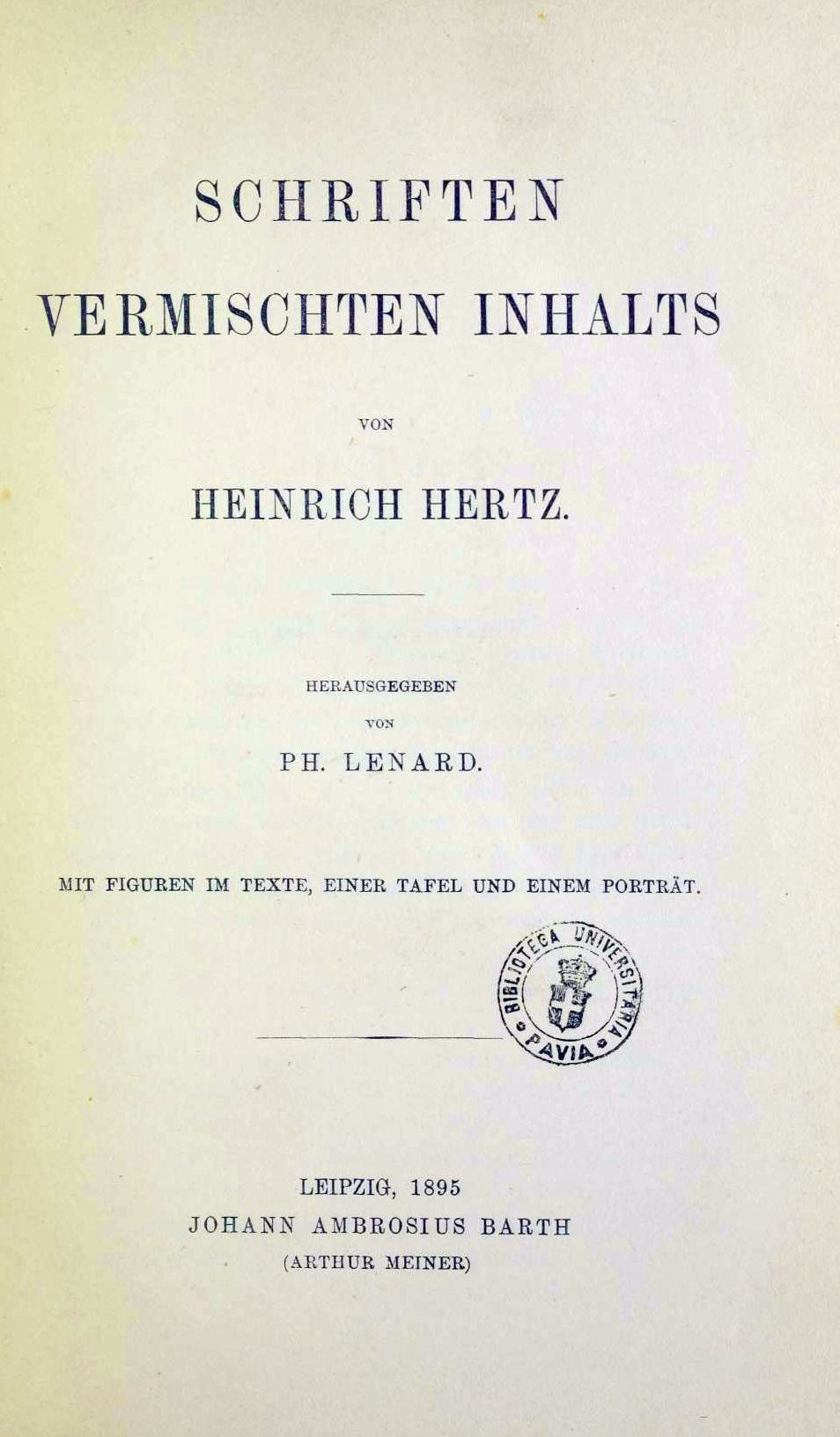
Schriften vermischten Inhalts, 1895

## Érdekességek
- Hertz magyar tanítványa Lénárd Fülöp volt, aki 1905-ben Nobel-díjat kapott.
- Hertz munkájának csúcsa az első rezgőkör megszerkesztése volt.
- 1896. március 12-én az orosz származású Alekszandr Popov a "Heinrich Hertz" szavakat továbbította morzejelekkel.
- Unokaöccse Gustav Ludwig Hertz Nobel-díjas fizikus lett.